# Сужение дороги

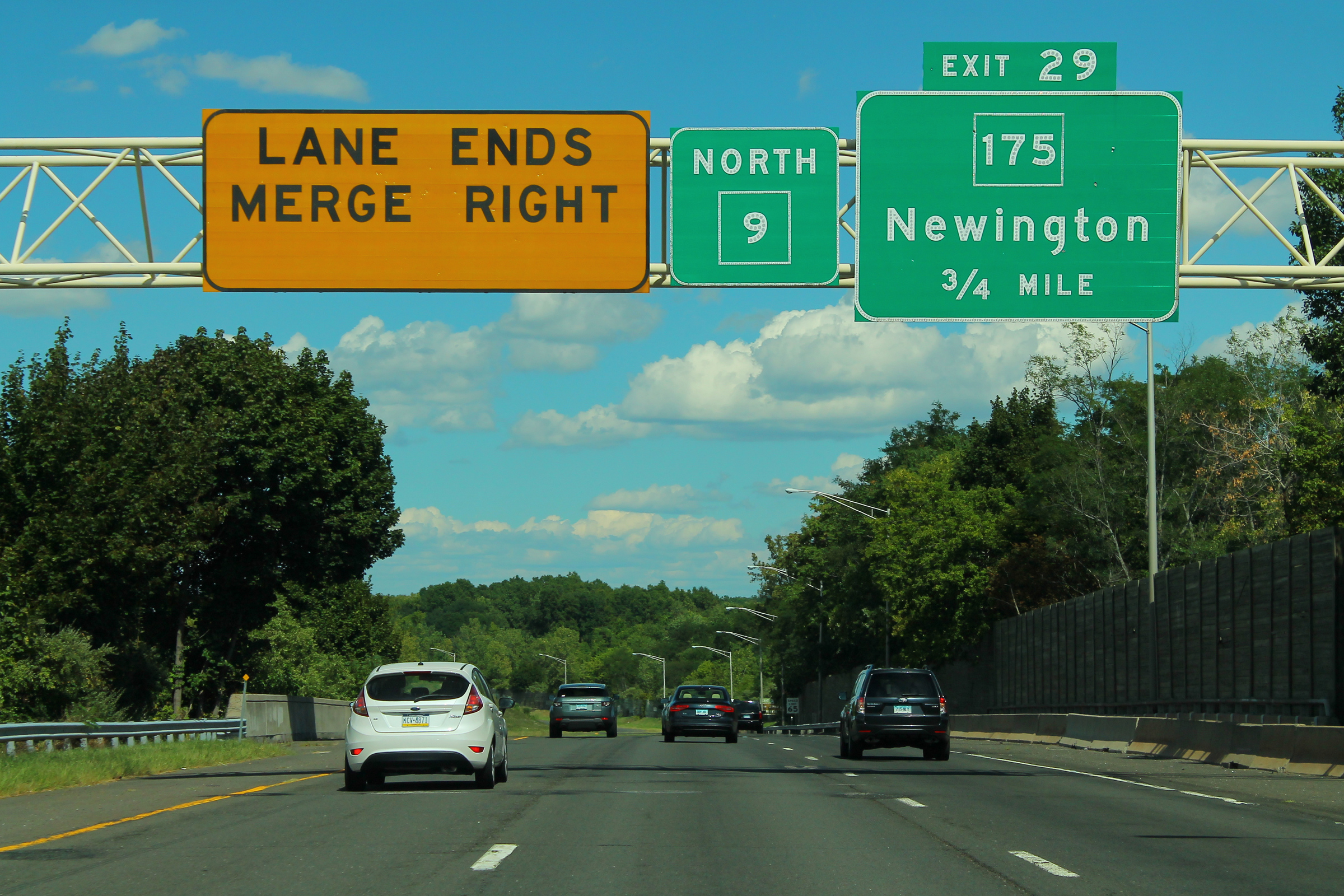
Дорожный знак в США с текстом «Полоса движения заканчивается, перестройтесь в полосу движения справа».

Сужение дороги — уменьшение ширины проезжей части дороги. Такое уменьшение может повлиять на возможность безопасного расположения транспортных средств в несколько рядов, а также на безопасность манёвров обгона, опережения и иных.  В случае обозначения полос движения дорожными знаками и /или дорожной разметкой сужение дороги обычно представляет объединение двух или более полос движения одного направления в одну полосу в целях организации транспортного потока. Сужение дороги может использоваться как постоянный элемент при проектировании дороги, например, при переходе к участку с меньшим транспортным потоком, или при окончании разгонной полосы. Сужение дороги также может быть временной мерой, используемой на время дорожно-ремонтных, аварийных или иных работ, затрагивающих проезжую часть. 
Сужение дороги может обозначаться соответствующими дорожными знаками или дорожной разметкой . При объединении полос движения или дорог приоритет на проезд может быть отдан транспорту, который движется по одной из полос. Приоритет в движении при сужении дороги зависит от национальных правил дорожного движения, а также может регулироваться дорожными знаками, световыми указателями или дорожной разметкой.

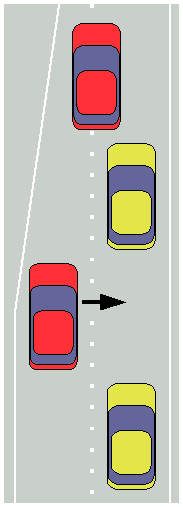
Дорога сужается (левая полоса движения заканчивается, из двух полос остаётся одна).

## Положения Венских конвенций
Венская конвенция «О дорожном движении» от 8 ноября 1968 года не содержит определения «сужения дороги». В Венской конвенции «О Дорожных Знаках и Сигналах» от 8 ноября 1968 года предусмотрено обозначение «сужения дороги» дорожными знаками и/или дорожной разметкой.

## В Российской Федерации
Российские Правила дорожного движения не содержат нормативного определения термина «сужение дороги», однако ими предусмотрены дорожные знаки и дорожная разметка, используемые для его обозначения. Предупреждающие знаки 1.21, 1.22 и 1.23 «Сужение дороги» устанавливаются вне населённых пунктов перед участками, на которых ширина проезжей части уменьшается более чем на 0,5 м, а в населенных пунктах — на одну полосу или более. Кроме того, вне населенных пунктов знаки устанавливают также перед мостовыми сооружениями и тоннелями, если ширина проезжей части в пределах искусственного сооружения равна или менее, чем на подходах к нему, а в населенных пунктах — менее, чем на подходах к нему.
Сужение дороги в конце дополнительной или разгонной полосы движения обозначается знаком особых предписаний 5.15.5 «Конец полосы». Этот знак применяют для обозначения конца дополнительной полосы на подъеме или полосы разгона, а также при уменьшении числа полос на дороге для движения в данном
направлении. При использовании этого знака установка знаков 1.21—1.23 не требуется.

1.20.1. Сужение дороги с обеих сторон
1.20.2. Сужение дороги справа
1.20.3. Сужение дороги слева
5.15.5. Конец полосы

Специальные требования к горизонтальной разметке для обозначения сужения дороги в РФ не предусмотрены, она применяется в соответствии с общими правилами. Может применяться вертикальная разметка 2.5 и 2.7. 
В местах сужения дороги могут также применяться светофорные объекты для регулирования очерёдности движения транспортных потоков. 